# Cas translatiu
El cas translatiu és un cas gramatical que indica un canvi en l'estat del substantiu, el resultat d'un procés de transformació. El seu sentit general és "convertir-se en X" o "canviar a X".
En finès aquest cas complementa el cas essiu, amb el significat bàsic d'un canvi d'estat. També s'empra per expressar la preposició "en" quan va seguida del nom d'un idioma.
Aquest cas també existeix en hongarès.